# リセール
リセールとは、プレイガイドや、興行の主催者が公認するチケット（入場券）の転売サービスのことである。
チケットは、購入後は主催者や出演・出場者を含めた関係者などのやむを得ない事情による中止や延期（地震・台風・悪天候などの自然災害、出演・出場者の急な疾病、大規模な戦争・感染症、その他）による払い戻しを除き、原則として個人の事情での払い戻しは受け付けることができないが、それらのチケットをネットオークションなどのインターネットショッピングサイト、あるいは会場周辺でダフ屋やチケットゲッターなどが大量に購入して、それらを不正に悪用し、意図的に高額転売する事例が相次いで報告されて、主催者の利益侵害を犯す事例も多くある。そのため、2019年6月14日にこれらの不正高額転売を規制する「チケット不正転売防止法」が制定された。
これを受けて、興行の主催者やプレイガイドなどが、それぞれに定めた公正なルールに基づいたチケットの転売サービスを採用するようになった。不正な高額転売を避ける観点から、チケットは当初から発売されたプレイガイドなどの定価（額面価格）で取引を行う。チケット代金は購入者から一度主催者・プレイガイドなどに預かったうえで、公演や大会終了（成立）後にチケット出品者に入金される仕組みとなっている。ただし、購入者がやむを得ない事情で観覧できない場合や、公演・大会が中止・延期・無観客開催などのため払い戻しとなった場合、あるいは出品者の都合により購入者に届かなかった場合、あるいは偽造チケットなどには、諸手続きが必要な場合があるが、取引不成立と同じ扱いで料金は払い戻される。